# 60 Minutes
60 Minutes è un programma televisivo statunitense di attualità, in onda dal 24 settembre 1968 sul network televisivo CBS.
In Italia è inedita.

## Storia
Don Hewitt ha creato il programma distinguendolo attraverso uno stile unico di indagine giornalistica centralizzato. È al sesto posto nella classifica dei migliori 50 spettacoli televisivi di tutti i tempi pubblicata da TV Guide. Il New York Times lo ha definito "uno dei rotocalchi televisivi più apprezzati della televisione statunitense".